# سوراف غانغولي
سوراف شانديداس جانجولي؛ من مواليد 8 يوليو 1972)، والمعروف باسم دادا (يعني «الأخ الأكبر» باللغة البنغالية)، هو الرئيس التاسع والثلاثون والرئيس الحالي لاتحاد الكريكيت الهندي وقائد منتخب الهند الكريكيت السابق. خلال مسيرته في اللعب، أسس جانجولي نفسه كواحد من رواد الكريكيت في العالم وأيضًا أحد أنجح قادة فريق الكريكيت الوطني الهندي.
لعب غانغولي دور الضارب الأيسر الافتتاحي وكان كابتن المنتخب الهندي. تم انتخابه رئيسًا للاتحاد الكريكيت الهندي في عام 2019. ورئيس هيئة التحرير جريدة ويسدن انديا. قبل انتخابه رئيسًا لاتحاد الكريكيت الهندي، كان رئيسًا لجمعية الكريكيت في البنغال، وهي الهيئة الحاكمة للكريكيت في ولاية البنغال الغربية، الهند.

## السنوات الأولى والشخصية
ولد سوراف جانجولي في 8 يوليو 1972 في كلكتا، وهو الابن الأصغر لشانديداس ونيروبا جانجولي.  تشانديداس يدير شركة طباعة مزدهرة وكان أحد أغنى الرجال في المدينة.  عاش جانجولي طفولة فاخرة ولُقّب «بالمهراجا»، أي «الملك العظيم». توفي والد جانجولي عن عمر يناهز 73 عامًا في 21 فبراير 2013 بعد صراع طويل مع المرض.
نظرًا لأن الرياضة المفضلة لشعب كالكوتا كانت كرة القدم، فقد انجذب جانجولي في البداية إلى اللعبة. ومع ذلك كان شقيقه الأكبر سنهاسيش لاعب كريكيت معروف لفريق البنغال للكريكيت. ما دفع جانجولي في أن يصبح لاعب كريكيت وطلب من والدهما تسجيل جانجولي في معسكر تدريب للكريكيت خلال إجازته الصيفية. كان جانجولي يدرس في المستوى العاشر في ذلك الوقت.
فيما يتعلق بالصحة، تعرض جانجولي إلى خلطة قلبية نتيجة انسداد ثلاثة شرايين تاجية قي قلبه وذلك في 2 يناير 2021 أثناء ممارسته الرياضة وخضع لعملية في اليوم نفسه لفتح إحدى الشرايين المسدودة.

## النجاح الأول
بعد موسم رانجي غزير في 1990-1991، سجل جانجولي ثلاثة أشواط في أول ظهور له في يوم واحد دوليًا (ODI) للهند ضد جزر الهند الغربية في عام 1992. تم إسقاطه على الفور لأنه كان ينظر إليه على أنه «متعجرف» وكان موقفه من اللعبة موضع تساؤل علني. ترددت شائعات بأن جانجولي رفض حمل المشروبات لزملائه في الفريق، وعلق على أنه ليس من وظيفته القيام بذلك، إلّا أنه نفى ذلك فيما بعد. لكن ذلك لم يحول دون طرده من الفريق. شارك في لعبة الكريكيت المحلية، وسجل العديد من الأهداف في موسمي رانجي 1993-1994 و 1994-1995. بعد أدوار 171 في كأس دوليب 1995-1996، تم استدعاؤه للمنتخب الوطني للقيام بجولة في إنجلترا في عام 1996، وسط تغطية إعلامية موسعة. لعب في ODI، ولكن تم حذفه من الفريق في الاختبار الأول. ومع ذلك، بعد أن غادر زميله نافجوت سينغ سيدو الجولة، مشيرًا إلى المعاملة السيئة من قبل الكابتن آنذاك محمد أزهار الدين، ظهر جانجولي لأول مرة في الاختبار ضد إنجلترا في الاختبار الثاني لسلسلة من ثلاث مباريات على ملعب لوردز للكريكيت جنبًا إلى جنب مع راهول درافيد. حققت إنجلترا فوزًا في الاختبار الأول من سلسلة المباريات الثلاث؛ ومع ذلك، سجل جانجولي لقبًا جديدًا حيث أصبح ثالث لاعب كريكيت فقط يحقق مثل هذا الإنجاز في بدايته في لوردز
، بعد هاري جراهام وجون هامبشاير. منذ ذلك الحين أنجز أندرو شتراوس ومات بريور هذا العمل الفذ، ولكن لا يزال جانجولي 131 لا يزال هو الأعلى من قبل أي ضارب في أول ظهور له على الأرض. لم يكن مطلوبًا من الهند أن تضرب في الشوط الثاني بسبب انتهاء المباراة بالتعادل. في مباراة الاختبار التالية في Trent Bridge، حقق 136، وبذلك أصبح ثالث ضارب يضرب يصنع قرنًا في كل من أول جولتين له (بعد لورانس ريوْ وألفين كليشران). شارك في موقف تشغيل 255 مع Sachin Tendulkar، والذي أصبح في ذلك الوقت أعلى شراكة للهند ضد أي دولة لأي بوابة صغيرة خارج الهند. انتهى الاختبار مرة أخرى بالتعادل، مما منح إنجلترا فوزًا 1-0 في السلسلة؛ وسجل جانجولي 48 في الشوط الثاني. 1997-1999.

## الزواج
بعد أسابيع من جولته الناجحة في إنجلترا، بعد أن كان أهله رافضين علاقته بحبيبة الطفولة وضلك بسبب عداوتهم مع أهلها، هرب جانجولي مع حبيبة الطفولة دونا روي. فأثار هذا الخبر ضجة بينهم. ومع ذلك، تصالحت كلتا العائلتين وتم عقد حفل زفاف رسمي في فبراير 1997.

## بداياته مع ODI
في العام 1997، سجل جانجولي أول أهدافه في القرن الـ ODI بضربه 113، مقابل 238. في وقت لاحق من ذلك العام، فاز بأربعة جوائز «رجل المباراة» على التوالي، في كأس الصحراء مع باكستان؛ فاز بالثاني بعد أن أخذ خمسة ويكيت مقابل 16 مرة من 10 مرات، وهو أفضل بولينج له في ODI. بعد جولة قاحلة في اختبار الكريكيت، عاد شكله في نهاية العام بثلاثة قرون في أربعة اختبارات، كلها ضد سريلانكا، واثنان من هؤلاء المتورطين يقفون مع ساشين تيندولكار الذي يزيد عن 250.
خلال المباراة النهائية الثالثة لكأس الاستقلال في دكا في يناير 1998، طاردت الهند بنجاح 315 من 48 ضربة، وفاز جانجولي بجائزة رجل المباراة. في مارس 1998 كان جزءًا من الفريق الهندي الذي هزم أستراليا؛ في كولكاتا، أخذ ثلاث ويكيت بعد أن فتح البولينج بوتيرته المتوسطة. كان جانجولي جزءًا من الفريق الهندي الذي شارك في كأس العالم 1999 في إنجلترا. خلال المباراة ضد سريلانكا في تونتون، اختارت الهند الضرب. بعد رمي ساداغوبان راميش، سجل جانجولي 183 من 158 كرة، وضرب 17 وأربع وستة. كانت ثاني أعلى نتيجة في تاريخ كأس العالم وأعلى نتيجة لهندي في البطولة في ذلك الوقت. تعد شراكته البالغة 318 مع راهول درافيد أعلى نتيجة إجمالية في كأس العالم وهي ثاني أعلى درجة في كل لعبة الكريكيت ODI. في 1999-2000، خسرت الهند سلسلة الاختبارات لكل من أستراليا وجنوب إفريقيا والتي تضمنت ما مجموعه خمسة اختبارات.
عانى جانجولي في تسجيل 224 نقطة عند 22.40 نقطة؛ ومع ذلك، كان شكل ODI الخاص به مثيرًا للإعجاب، مع مرور خمسة قرون على الموسم أخذته إلى قمة تصنيف PwC One Day لرجال المضرب. في نفس الوقت تقريبًا، ظهرت مزاعم بأن جانجولي كان متورطًا في علاقة عاطفية مع ممثلة جنوب الهند ناغما، وهو أمر نفاه.

## الكابتن والأوسمة في عام 2000
بعد فضيحة التلاعب بنتائج المباريات من قبل بعض لاعبي الفريق، تم تعيين جانجولي كابتن فريق الكريكيت الهندي. تم اتخاذ القرار بعد تنحي تيندولكار من المنصب بسبب صحته، وكان جانجولي نائب القبطان في ذلك الوقت. بدأ بشكل جيد كقائد، مما قاد الهند إلى سلسلة انتصارات على جنوب أفريقيا في سلسلة من خمس مباريات ليوم واحد وقاد الفريق الهندي إلى نهائيات 2000 بطولة الكأس الدولية للكريكيت. سجل قرنين، أحدهما في النهائي؛ ومع ذلك، فازت نيوزيلندا بأربعة ويكيت. في نفس العام، جرب جانجولي يده في مسيرة الكريكيت بالمقاطعة في إنجلترا لكنه لم ينجح. في "The Wisden Cricketer"، أطلق عليه المراجعان ستيف بيتارد وجون ستيرن لقب «الهندي المستبد» - الملقب بـ «اللورد سنووتي».
اعتقد زميله في لانكشاير أندرو فلينتوف أنه متحفظ وقارن موقفه بموقف الأمير تشارلز. في جولة أستراليا الثلاث التجريبية وخمس مباريات ODI بالهند في أوائل عام 2001، تسبب جانجولي في إثارة الجدل من خلال وصوله متأخرًا لإرم في أربع مناسبات، وهو الأمر الذي أثار حفيظة قائد الفريق المنافس ستيف وو. في ODI الرابع، تسبب في مزيد من الجدل بفشله في ارتداء ملابس لعبه حتى القذف، وهو أمر يعتبر غير عادي في دوائر الكريكيت. ومع ذلك، فازت الهند في سلسلة الاختبار 2-1، منهية بذلك تشغيل أستراليا لـ16 انتصارًا متتاليًا في مباراة الاختبار في الاختبار الثاني. وشهدت المباراة أن الهند تبحث عن هزيمة بعد أن تلقت شباكها تقدمًا في الأدوار الأول بـ274. اختار Waugh فرض المتابعة و VVS Laxman (281) و Rahul Dravid (180) ضاربوا على مدار اليوم الرابع بأكمله ليحددوا أستراليا هدفًا. 384 على بوابة صغيرة مغبرة. لم يتمكن الأستراليون من البقاء على قيد الحياة وأصبحوا الفريق الثالث الذي يخسر اختبارًا بعد فرض المتابعة. [58] [59] [60] في نوفمبر / تشرين الثاني 2001، أنجبت دونا زوجة جانجولي ابنتهما سانا. خلال المباراة النهائية لسلسلة NatWest 2002 التي أقيمت في اللوردات بعد أداء مذهل من قبل زملائه في الفريق يوفراج سينغ ومحمد كايف، خلع جانجولي قميصه في الأماكن العامة ولوح به في الهواء للاحتفال بفوز الهند بالمباراة.وقد أُدين لاحقًا بشدة بسبب تشويه صورة لعبة الكريكيت «لعبة النبلاء» وعدم احترام بروتوكول لورد. قال جانجولي إنه كان يقلد فقط عرضًا قام به البريطاني أندرو فلينتوف متعدد المهارات أثناء جولة في الهند. في عام 2003، وصلت الهند إلى نهائي كأس العالم للمرة الأولى منذ عام 1983، حيث خسرت أمام الأستراليين. كان جانجولي بطولة ناجحة بنفسه، حيث سجل 465 نقطة بمعدل 58.12 نقطة، بما في ذلك ثلاثة قرون.

### 2004
بحلول عام 2004 ، حقق نجاحًا كبيرًا كقائد واعتبرته أقسام من وسائل الإعلام أكثر قادة الكريكيت نجاحًا في الهند. ومع ذلك، تدهور أداءه الفردي خلال فترة توليه القيادة، خاصة بعد كأس العالم وجولة أستراليا في 2003 وسلسلة باكستان في 2004. في عام 2004، فازت أستراليا بسلسلة اختبار في الهند لأول مرة منذ عام 1969. وقد تم التكهن بأن جانجولي كان على خلاف مع رئيس لعبة الكريكيت في ناجبور حول نوع الملعب الذي سيتم استخدامه للاختبار الثالث. ذهب رجال الأرض ضد جانجولي، تاركين كمية كبيرة من العشب على أرض الملعب. وأشار بعض الخبراء إلى أن السبب في ذلك هو «الحقد أو الانتقام» من القبطان الهندي. عندما ذهب آدم جيلكريست، قائد المنتخب الأسترالي، إلى القرعة، لاحظ أن راهول درافيد كان ينتظر بدلاً من جانجولي، تاركًا إياه يسأل درافيد عن مكان جانجولي. لم يستطع درافيد إعطاء إجابة قاطعة بقوله: «أوه، من يعلم؟»
بعد انحدار مستواه في العامين 2004 ومستوى سيئ في عام 2005، تم استبعاده من الفريق في أكتوبر 2005. بعد أن تم ترشيحه ورفضه في عام 2000، بعد أن لحقت السمعة السيئة المباراة بسبب فضائح التلاعب بنتائج المباريات، تم تسليم شارة القيادة إلى نائبه السابق درافيد. قرر جانجولي عدم الاعتزال وحاول العودة إلى الفريق. حصل جانجولي على جائزة بادما شري في عام 2004، وهي رابع أعلى جائزة مدنية في الهند، تقديراً لمساهمته المتميزة في مجال الرياضة. تم تسليمه للجائزة في 30 يونيو 2004، من قبل رئيس الهند آنذاك، الدكتور أ. ب. ج. عبد الكلام.

### 2005
في سبتمبر 2005 ، أصبح جريج تشابيل مدربًا للهند في جولة زيمبابوي. نتج عن خلاف جانجولي معه العديد من العناوين الرئيسية. كان تشابل قد أرسل بريدًا إلكترونيًا إلى مجلس التحكم في لعبة الكريكيت في الهند، مشيرًا إلى أن جانجولي كان «جسديًا وعقليًا» غير لائق لقيادة الهند وأن سلوكه في «فرق تسد» كان يضر بالفريق. تم تسريب هذا البريد الإلكتروني إلى وسائل الإعلام وأدى إلى رد فعل عنيف كبير من معجبي جانجولي. حشد جانجولي الدعم من وسائل الإعلام الهندية وفي النهاية اضطر المجلس للتدخل وطلب هدنة بين الزوجين. أصدر رئيس غرفة تجارة وصناعة البحرين رانبير سينغ ماهيندرا بيانًا جاء فيه:
«في ضوء القرار بأن الكريكيت هو المضي قدمًا، طُلب من كل من المدرب والقائد العمل على إقامة علاقة عمل متبادلة ومهنية. لهذا، سيكون الأداء هو المعايير، التي تنطبق على القائد والمدرب واللاعبين. [...] بالطبع يتحكم الكابتن في اللعبة، ويقوم المدرب بعمله الخاص. الثقة المتبادلة مهمة. من الآن فصاعدًا لن يكتب أي لاعب / قائد / مدرب أو يكون له أي تفاعل مع وسائل الإعلام. سيؤدي الذهاب إلى وسائل الإعلام إلى اتخاذ إجراءات تأديبية .»
طُلب من جانجولي وتشابيل ومدير الفريق الهندي لجولة زيمبابوي، أميتاب تشودري، المثول أمام لجنة غرفة تجارة وصناعة البحرين، حيث ورد أنه تم التأكيد على العمل معًا من قبلهم.نتيجة لذلك، بسبب مستواه السيئ والاختلافات مع المدرب، تم إسقاط جانجولي كقائد للفريق وحل مكانه درافيد. شاندريش نارايان، كبير مراسلي صحيفة The Times of India، علق قائلاً: "لقد أضاف الخلاف مع جريج تشابل إلى اللغز، لكنه كان يمر برقعة سيئة حقًا حينها، كانت درجته الوحيدة [ملحوظة] مائة ضد زيمبابوي وأن بعد عشرة أشهر، خلال جولة الهند إلى جنوب إفريقيا، تم استدعاء جانجولي بعد أن عانى البدلاء سوريش راينا ومحمد كايف من ضعف الترتيب.

### 2006
بعد الأداء الضعيف الهند في كأس أبطال ICC 2006 وسلسلة ODI في جنوب إفريقيا، حيث تم تبييضهم 4-0، عاد جانجولي إلى فريق الاختبار. تم اختيار وسيم جعفر وزهير خان وأنيل كومبل في وقت سابق لتشكيلة اليوم الواحد، على الرغم من أدائهم الضعيف مؤخرًا. اعتبر الكثيرون هذا بمثابة لائحة اتهام لسياسة المدرب جريج تشابيل الشباب أولاً. مع وصوله في الدقيقة 37/4، سجل جانجولي 83 في جولة مباراة ضد بقية جنوب إفريقيا، حيث عدل أسلوبه الأصلي في الضرب وأخذ حارسًا من الوسط، مما أدى إلى فوز الهند بالمباراة. خلال أولى جولاته التجريبية منذ عودته، ضد جنوب إفريقيا في جوهانسبرغ، ساعدت نتيجته التي بلغت 51 الهند على الفوز، مسجلاً أول مباراة تجريبية يفوز بها الفريق في جنوب إفريقيا.على الرغم من أن الهند خسرت السلسلة، إلا أن جانجولي جمع أكبر عدد من النقاط على مخطط التهديف. بعد عودته التجريبية الناجحة، تم استدعاؤه إلى فريق ODI ، حيث لعبت الهند دور المضيف في جزر الهند الغربية وسريلانكا في بطولات ODI المتتالية. في أول أدوار ODI له منذ عامين تقريبًا، سجل فوزًا في المباراة 98. كان أداؤه جيدًا في كلتا السلسلتين، بمتوسط 70 وفاز بجائزة رجل السلسلة ضد سريلانكا.

### 2007
تم تخصيص جانجولي مكانًا في الفريق الرسمي لكأس العالم للكريكيت 2007. كان الهداف الرئيسي للهند في هزيمتهم الجولة الأولى ضد بنغلاديش. بعد خروج الهند من البطولة في دور المجموعات، كانت هناك تقارير عن خلاف بين بعض أعضاء الفريق الهندي وتشابيل. وزُعم أن جانجولي تجاهل التعليمات الصادرة عن إدارة الفريق للتسجيل بسرعة. بعد أن أصدر تيندولكار بيانًا قال فيه إن أكثر ما يؤذي الفريق هو أن «المدرب شكك في موقفنا»، قرر تشابيل عدم تجديد عقده مع الفريق الهندي وترك منصبه كمدرب، متذرعًا «بأسباب عائلية وشخصية». في 12 ديسمبر 2007، سجل جانجولي أول قرنين من مسيرته أثناء اللعب ضد باكستان. سجل 239 نقطة في الجولات الأولى من مباراة الاختبار الثالثة والأخيرة من السلسلة. كان متورطًا في شراكة 300 تشغيل للويكيت الخامس مع يوفراج سينغ. ظل جانجولي غزير الإنتاج في كل من Test و ODI للكريكيت في عام 2007. وسجل 1106 أشواط اختبارية بمتوسط 61.44 (بثلاثة قرون وأربعة خمسينيات) في عام 2007 ليصبح ثاني أعلى هداف في مباريات الاختبار في ذلك العام بعد جاك كاليس. كان أيضًا خامس أعلى هداف في عام 2007 في ODIs ، حيث سجل 1240 نقطة بمتوسط 44.28.
لأدائه في عام 2007، تم اختياره في World Test XI بواسطة Cricinfo.

### 2008
في فبراير 2008، انضم جانجولي كقائد لفريق كولكاتا نايت رايدرز (KKR)، المملوك لممثل بوليوود شاروخان، كجزء من الدوري الهندي الممتاز (IPL). في 18 أبريل 2008، قاد جانجولي KKR في مباراة الكريكيت IPL Twenty20. لقد حققوا 140 انتصارًا على Bangalore Royal Challengers (بقيادة راهول درافيد ويملكها Vijay Mallya). افتتح جانجولي الأدوار مع بريندان ماكولوم وسجل 10 أشواط بينما ظل مكولوم دون هزيمة، وسجل 158 رمية في 73 كرة. في 1 مايو، في مباراة بين Knight Riders و Rajasthan Royals ، حقق جانجولي ثاني نصف قرن له في T20 ، وسجل 51 مرة من 39 كرة بمعدل ضرب 130.76. في أدواره، ضرب جانجولي أربع سيارات رباعية وستين، متصدرًا قائمة الهدافين لفرسان الفرسان.